# Saló Internacional del Còmic de Barcelona de 1992
El 10è Saló Internacional del Còmic de Barcelona es va celebrar entre el dimecres 6 i el diumenge 10 de maig de 1992 al Mercat del Born.
Una de les grans atraccions de la desena edició del certamen, que repetia ubicació al Born, fou l'exposició dedicada a Bola de Drac. La popular sèrie televisiva de manga s'emetia des de 1990 a TV3 i s'havia convertit en un fenomen social a Catalunya. La col·lecció de cromos de Panini havia aconseguit vendre 14 milions de cromos en només una setmana i el generalitzat tràfic clandestí de fotocòpies de la sèrie s'havia avançat a la seva sortida comercial, que no fou editada fins al 1992 per Planeta DeAgostini. L'organització del Saló havia previst una assistència de públic rècord, atret pel fenomen de Bola de Drac, i comptava en superar els 70.000 visitants de l'edició anterior i arribar als 100.000. Finalment, les expectatives es van complir i el Saló va registrar una assistència rècord de visitants. No obstant, per superar la frontera dels 100.000 visitants el Saló hauria d'esperar encara uns quants anys, fins que el 2005 es va traslladar a la Fira de Barcelona.
El país invitat en aquesta ocasió fou Alemanya, que va prendre el relleu al Regne Unit, convidat d'honor de l'anterior edició. Un estand va mostrar les obres d'una quinzena de dibuixants alemanys.
La present edició va estar marcada per les moltes celebracions d'aniversaris. Per una banda, el personatge Corto Maltés d'Hugo Pratt complia el seu 25è aniversari; d'altra banda, les revistes TBO, Cavall Fort i El Jueves complien 75, 30 i 15 anys, respectivament. Finalment, còmics Forum, la divisió de l'editorial Planeta DeAgostini especialitzada en la publicació de comic books de Marvel, celebrava el seu desè aniversari. Per commemorar aquestes efemèrides hi ha haver diverses taules rodones i exposicions.
Una altra característica de la 10a edició, fou la dràstica reducció dels invitats internacionals en comparació amb les edicions anteriors. Joan Navarro, coordinador del Saló, justificava l'escassa presència d'invitats internacionals degut a la retallada de la subvenció de l'Institut de Comerç Exterior i declarava al respecte que «fins avui dia el saló de Barcelona ha subvencionat la presència estrangera seguint una tàctica de promoció habitual en un convocatòria que tot just arranca. Deu edicions i una presència de 70.000 visitants certifiquen la nostra majoria d'edat, la nostra consolidació internacional a nivell artístic i comercial, fet que ens impulsa a canviar aquesta tàctica d'invitacions. Ja que els editors són els més beneficiats de la presència dels autors en els estands del Saló, el més raonable és que siguin ells que es facin càrrec de la seva presència, especialment ara que l'Institut de Comerç Exterior, sense explicar els motius, ha suspès la subvenció que feina possible les invitacions estrangeres».

## Cartell
El cartell de la 10a edició del Saló mostra una figura de còmic llegint un diari. L'autor fou Pere Joan, que en l'edició de 1991 havia guanyat el premi a la millor obra amb el còmic Mi cabeza bajo el mar.

## Exposicions
- Bola de drac. Exposició sobre Bola de Drac dedicada a analitzar el gran fenomen social que va suposar l'emissió de la sèrie de manga a Catalunya. L'exposició coincidia amb la publicació del primer número de la sèrie de manga Bola de drac, editada en català i castellà per Planeta DeAgostini.[5]
- 75 anys del TBO. Exposició retrospectiva en commemoració del 75è aniversari de la revista TBO.
- El Jueves. Exposició retrospectiva dedicada al 15è aniversari de la revista d'humor El Jueves.
- El còmic alemany. Exposició dedicada al país invitat, Alemanya, amb la mostra d'originals de 15 autors diferents.
- Humor i llibertat d’expressió. Exposició presentada per l'ONG Reporters Sense Fronteres sobre la llibertat de premsa. Es compongué de 60 originals realitzats de manera desinteressada per 60 autors i humoristes. Entre d'altres hi havia treballs d'Ivà, Max, Antonio Fraguas de Pablo, Mariscal, Perich, Krahn, Gallardo, Nazario, Cesc, Óscar, Jose Luis Martín, Romeu i Jaime Martín.
- Barcelona vista per Blanco. Exposició de 28 làmines panoràmiques de Barcelona dibuixades pel veterà il·lustrador Josep Maria Blanco. A cada làmina s'hi identifica un indret carismàtic de Barcelona, com la Rambla, el moll de la fusta, la Sagrada Família o la Plaça de Sant Jaume, escenaris tots ells en els quals una multitud de personatges que s'hi concentra, protagonitzant diferents gags còmics.[5]
- A reveure! Visions de Catalunya. Exposició organitzada per la Generalitat de Catalunya amb pàgines de l'àlbum A reveure! del dibuixant de Martí Ribas.

### Exposicions dedicades als guanyadors del Saló del Còmic de 1991
- Pere Joan. Exposició monogràfica dedicada a l'il·lustrador Pere Joan, guanyador de la Millor Obra per Mi cabeza bajo el mar.
- Calvin i Hobbes. Exposició monogràfica dedicada a l'il·lustrador americà Bill Watterson, guanyador de la Millor Obra Estrangera pel popular còmic Calvin i Hobbes.
- Joaquín López. Exposició de Joaquín López Cruces, premi a l'Autor Revelació per Sol poniente.
- Jordi Bernet. Exposició monogràfica dedicada a l'il·lustrador Jordi Bernet, guanyador del Gran Premi del Saló, autor de la popular sèrie de còmics Torpedo.

### Exposicions fora del recinte firal
- Cristal saga. Exposició dedicada a l'obra de Moebius. Aquesta mostra gràfica sobre el dibuixant francès no va tenir lloc a les instal·lacions del Mercat del Born sinó a la galería d'art "4t".

## Palmarès
Gran Premi del Saló
- Raf

Millor obra
- Perro Nick, de Miguel Ángel Gallardo.

Millor obra estrangera
- El condón asesino, de Ralf König.

Autor revelació
- Miguel Ángel Martín

Millor fanzine
- El Maquinista

Menció especial del jurat
El jurat va fer una menció especial a l'escriptor i guionista de còmics Mariano Hispano, mort feia pocs mesos.

## Programa cultural

### Taules rodones i actes
| Data                | Hora     | Acte |
| ------------------- | -------- | --- |
| Dimecres 6 de maig  | 10.00 h. | Obertura del Saló |
| Dimecres 6 de maig  | 12.00 h. | Acte d'inauguració oficial |
| Dimecres 6 de maig  | 23.30 h. | Festa del còmic al bar Universal (c/ Marià Cubí, 182) |
| Dijous 7 de maig    | 12.00 h. | Taula rodona: el fenomen de Bola de Drac Ponents: Antonio Martín, Olguer Sarsanedas, Àlex Samaranch, F. Pérez Navarro, Jordi Costa                         |
| Dijous 7 de maig    | 17.00 h. | Taula rodona: 30 anys de Cavall Fort Ponents: Albert Jané, Carles Prats, Joan Navarro, Joaquim Carbó                                                       |
| Dijous 7 de maig    | 19.00 h. | Taula rodona : 15 anys de El Jueves Ponents: Fer, Òscar Nebreda, José Luís Martín, Kim                                                                     |
| Divendres 8 de maig | 11.00 h. | Persentació del Círculo Andaluz de Tebeos |
| Divendres 8 de maig | 12.00 h. | Taula rodona: el còmic a Alemanya Ponents: Karl Manfred Fischer, Tom Fescht, Werner Geismar                                                                |
| Divendres 8 de maig | 13.00 h. | Desè aniversari de còmics Forum. Persentació de la sèrie Bola de Drac Ponents: Antonio Martín, Juanjo Sarto, Alfredo Castelli                              |
| Divendres 8 de maig | 16.00 h. | Presentació de Fuentes de sabiduría, Amb: El Duende |
| Divendres 8 de maig | 17.00 h. | Taula rodona: amb els guanyadors de l'edició passada del Saló Ponents: Jordi Bernet, Pere Joan, Joaquín López Cruces                                       |
| Divendres 8 de maig | 18.00 h. | Taula rodona: humor i llibertat de premsa Ponents: Jaume Reixach, Ramón Boldú, Jaume Perich, Ramón de España, Felipe Borrayo, José Vázquez                 |
| Divendres 8 de maig | 19.00 h. | Taula rodona: les mascotes com a element de comunicació Ponents: Josep Vinyets, Jaume Bach, Mariscal, Arcadi Martorell, Albert Rocarols, Javier Coma       |
| Divendres 8 de maig | 21.30 h. | Entrega oficial dels premis. Lloc: hivernacle del parc de la Ciutadella                                                                                    |
| Dissabte 9 de maig  | 11.00 h. | Presentació de l'àlbum 92, la que se nos viene encima (Editorial Virus)                                                                                    |
| Dissabte 9 de maig  | 12.00 h. | Taula rodona: El llenguatge simbòlic Ponents: Moebius, Alejandro Jodorowsky, Dominique Mirambeau, Mingus B. Fomentor, Paco Mir                             |
| Dissabte 9 de maig  | 17.00 h. | Taula rodona: hi ha crisi en el còmic europeu? Ponents: Guy Delcourt, Rinaldo Traini, Natalia Severino, Fulvia Serra, Josep Toutain, Josep Maria Berenguer |
| Dissabte 9 de maig  | 17.00 h. | Cabaret Místico Amb: Alejandro Jodorowsky. Lloc: casal de joves del nucli antic                                                                            |
| Dissabte 9 de maig  | 19.00 h. | Entrega dels premis del IX Concurs Infantil i Juvenil d'Historieta de l'Institut Català de Serveis de la Juventut                                          |
| Dissabte 9 de maig  | 20.00 h. | Presentació de l'àlbum El rey de la noche, II Premi Ciutat de Mataró                                                                                       |
| Dissabte 9 de maig  | 20.00 h. | Cabaret Místico Lloc: Casal de Joves del Casc Antic |
| Diumenge 10 de maig | 11.00 h. | Presentació de la revista Arrebato |
| Diumenge 10 de maig | 11.30 h. | Taula rodona: el dibuixant català a Alemanya Ponents: Josep Ortega, Tomás Marco, Josep Lluís Ferrer, Francisco Ibáñez                                      |
| Diumenge 10 de maig | 17.00 h. | Taula rodona: 75 anys de TBO Ponents: Carles Bech, Josep Blanco, Ramón Sabatés, Albert Serrano                                                             |
| Diumenge 10 de maig | 17.00 h. | Cabaret místico Lloc: Casal de Joves del Casc Antic |

## Pressupost
El Saló va comptar amb un pressupost total de 62 milions de pessetes, 4 milions més que en l'edició anterior. Aquesta suma provenia de les ajudes de l'Ajuntament de Barcelona i el Ministeri de Cultura amb 10 milions, respectivament; la subvenció de la Generalitat de Catalunya de 7,5 milions; una aportació de 5 milions de l'Associació Europea; més 22 milions que Ficomic havia previst recaptar amb la suma de la contractació d'estands, l'entrada i altres aportacions privades.